# Wiesław Puś
Wiesław Jan Puś (* 17. April 1940 in Kotliny) ist ein polnischer Professor für Geschichtswissenschaft. 2002 bis 2008 war er Rektor der Universität Łódź.

## Leben
1985 wurde Wiesław Jan Puś Mitglied der Łódźer Gesellschaft für Wissenschaft (Łódzki Towarzystwo Naukowego). 1990 bis 1992 stand der Łódźer Abteilung der Polnischen Historischen Gesellschaft vor und von 1990 bis 1996 war er Dekan am Fachbereich für Philosophie und Geschichte der Universität. Anschließend war er von 1996 bis 2002 Mitglied der Polnischen Akademie der Wissenschaften (PAN) im Komitee für Geschichtsforschung. Als Mitglied der Universitätskommission für Akkreditierung war Puś von 1998 bis 2002 tätig. 1996 bis 2002 war er Prorektor für Pädagogik in Łódź. 2002 wurde er zum Rektor der Universität und wurde 2005 für eine erneute Amtszeit bis 2008 bestätigt. Sein Nachfolger wurde Włodzimierz Nykiel.

## Auszeichnungen
1978 wurde er mit dem goldenen Verdienstkreuz der Republik Polen und 1990 mit dem Kreuz des Orden Polonia Restituta ausgezeichnet.

## Werke
- Dzieje Łodzi przemysłowej : zarys historii. Łódź 1987.
- mit Stefan Pytlas: Dzieje Łódzkich Zakładów Przemysłu Bawełnianego im. Obrońców Pokoju „Uniontex“ (d[awnych] Zjednoczonych Zakładów K. Scheiblera i L. Grohmana) w latach 1827–1977. Warschau/ Łódź 1979, ISBN 83-01-01708-2.
- Przemysł Królestwa Polskiego w latach 1870–1914 : problemy struktury i koncentracji. Łódź 1984, ISBN 83-7016-018-2.
- Przemysł włókienniczy w Królestwie Polskim w latach 1870–1900 : zagadnienia struktury i dynamiki rozwoju. Łódź.
- Rozwój przemysłu w Królestwie Polskim 1870–1914. Łódź 1997, ISBN 83-7171-107-7.
- mit Kazimierz Budziak und Stefan Pytlas: Szklana Hortensja : dzieje huty w Piotrkowie Trybunalskim. Łódź 1982, ISBN 83-218-0246-X.
- Żydzi w Łodzi w latach zaborów : 1793–1914. Łódź 1998, ISBN 83-7171-165-4.